# Kozma veszprémi püspök
Kozma vagy Cosmas (11. század) magyar katolikus főpap.

## Élete
1086 és 1091 viseli a veszprémi megyés püspöki tisztet. Pauler Gyula A magyar nemzet története az árpádházi királyok alatt című munkája szerint részt vett a zágrábi püspökséget megalakító tanácskozáson, melyet nagyrészt az ő egyházmegyéjéhez tartozó területeken szerveztek.
Utóda a Monumenta Romana Episcopatus Wesprimientisben (MREW) 1102–1113 között Máté, Lukcsics Pálnál 1091-től Almár.

## Megjegyzés
Lukcsics Pál munkájában 1086–1091 között veszprémi püspök, a Magyar Archontológiában és a MREW-ben 1094. esztendőben töltötte be a püspöki tisztet. Ugyanakkor Mendlik Ágoston IX. Pius római pápa és a magyar püspöki kar, vagyis főpapok és egyháznagyok életrajzgyűjteménye című munkájában 1091-ben volt veszprémi püspök, Pius Bonifac Gams munkájában 1093-ban már a irányította az egyházmegyét.